# Polskie Radio Kierowców
Polskie Radio Kierowców – całodobowa, tematyczna stacja radiowa Polskiego Radia poświęcona informacjom z dróg, motoryzacji oraz muzyce towarzyszącej. Radio nadaje w internecie oraz w systemie DAB+ – w multipleksie ogólnopolskim MUX-R3 wraz z ośmioma innymi stacjami Polskiego Radia z prawie czterdziestu nadajników w całym kraju.
Emisja testowa stacji rozpoczęła się 14 października 2020 roku w Internecie – aplikacji mobilnej Polskiego Radia oraz specjalnej aplikacji mobilnej rozgłośni, w której poza słuchaniem radia można zgłaszać utrudnienia drogowe. Oficjalnie Polskie Radio Kierowców wystartowało 16 października i wówczas rozpoczęła się jego emisja w systemie DAB+.
Program był dostępny analogowo w pasmie UKF w ramach emisji okolicznościowej podczas zawodów Master Truck Show 2022 w Opolu.
Na antenie rozgłośni w trakcie emisji na żywo (między 5:00 a 2:00) można usłyszeć informacje o utrudnieniach na drogach nadawane co piętnaście minut, a także serwisy informacyjne i prognozy pogody. Rozgłośnia emituje również serwisy w językach obcych. Wśród stałych pasm, których można słuchać w Radiu Kierowców, znajdują się: „Automat”, „Rozrusznik”, „Wysokie obroty” i „Na luzie”. Od poniedziałku do piątku po 22:00 rozgłośnia emituje także audycję „Nocna Zmiana”.

## Zespół
Z rozgłośnią związani są m.in. dziennikarze radiowej Jedynki – Patryk Bedliński, Patryk Michalski, Robert Kilen czy Edyta Poźniak oraz byli i obecni dziennikarze radiowej Czwórki – Patryk Kuniszewicz, Jakub Marcinowicz, Maciej Oswald, Anna Hardej-Hornowska, Anna Jabłońska, Aleksandra Jasińska i Karina Terzoni. 